# طواف إسبانيا 1984
طواف إسبانيا 1984 هو سباق دراجات هوائية أقيم بتاريخ 17 أبريل – 6 مايو، تكون السباق من 19 مرحلة وامتدّ لمسافة 3,593 كم، استغرق السباق 90 ساعة 08 دقيقة 03 ثانية. فاز به الفرنسي إيريك كاريتو.

## الترتيب
| م                     | الدرّاج       | البلد | الزمن                     |
| --------------------- | ------------ | ----- | ------------------------- |
| الفائز بالترتيب العام | إيريك كاريتو | فرنسا | 90 ساعة 08 دقيقة 03 ثانية |